# بارت دي ويفر
بارت ألبرت ليليان دي ويفر (بالهولندية: Bart Albert Liliane De Wever؛ من مواليد 21 ديسمبر 1970) هو كاتب ومؤرخ وسياسي بلجيكي شغل منصب رئيس وزراء بلجيكا منذ فبراير 2025. من عام 2004 إلى عام 2025، كان دي ويفر زعيم التحالف الفلمنكي الجديد (N-VA)، وهو حزب سياسي يدعو إلى تحويل بلجيكا إلى دولة كونفدرالية. من يناير 2013 إلى فبراير 2025، كان عمدة مدينة أنتويرب، بعد الانتخابات البلدية البلجيكية لعام 2012.
قاد دي ويفر فوز حزبه في الانتخابات الفيدرالية عام 2010، عندما أصبح التحالف الفلمنكي الجديد أكبر حزب في كل من فلاندرز وبلجيكا ككل. وحقق ذلك مجددًا في الانتخابات الثلاثة اللاحقة، وكلفه الملك فيليب في النهاية بتشكيل حكومة جديدة بعد انتخابات عام 2024.
بعد أكثر من ثمانية أشهر من المفاوضات بين أحزاب N-VA و Voruit والحزب الديمقراطي المسيحي الفلمنكي والحركة الإصلاحية وLes Engagés، أُعلن في 31 يناير 2025 عن التوصل إلى اتفاق، حيث أصبح دي ويفر رئيسًا للوزراء مُكلفًا. في 3 فبراير 2025، أدى دي ويفر اليمين الدستورية، ليصبح أول سياسي قومي فلمنكي يتولى منصب رئيس وزراء بلجيكا.